# Могилец
 Тази статия е за селото в Североизточна България.  За селото във Вардарска Македония вижте Могилец (община Брод).  
Могилец е село в Североизточна България. То се намира в община Омуртаг, област Търговище. Основната част от жителите му са къзълбаши.

## История
Името на селото произхожда от седемте могили край него, будещи интереса на археолози и иманяри от години. През 60-те години на миналия век Димитър Овчаров прави там разкопки и попада на останките от стопанската част на римска вила от II-III в. сл. Хр. Разкрити са въоръжение (върхове от копия) и керамика, която е семпла и явно е използвана от обикновени селяни. Най-скъпият предмет е бронзова апликация с образа на неидентифицирана богиня. Вероятно вилата е разрушена в средата на III в..
През 2011 г. към могилите край Могилец започва работа археологът Стефан Иванов. Той е подкрепен финансово от кметовете на Омуртаг и Могилец – Неждет Шабан и Мустафа Мустафов. Първо е направено геофизично проучване, което дава възможност на учения да се съсредоточи към една от тях.

## Културни и природни забележителности
Събор на селото всяка година на 1 май.